# Dia Internacional del Tigre
El Dia Internacional del Tigre (ITD) se celebra el 29 de juliol de cada any a partir de 2010. Va ser creat amb motiu de la primera cimera mundial de tigres el 2010 a Sant Petersburg (Rússia). Hi ha 13 països que tenen una població de tigres salvatges; l'objectiu és fomentar-hi la consciència de protecció d'aquesta espècie i del seu hàbitat, atesa la demanda de pell al mercat xinès i tibetà. Sense mesures específiques, la població de tigres salvatges podria ser extinta en pocs anys. L'objectiu principal d'aquest dia és «crear un sistema global de conservació i restauració de la població de tigres en les fronteres del seu hàbitat natural històric; per mobilitzar l'opinió pública mundial en la protecció dels tigres» i doblejar la població l'any 2022, un projecte del Fons Mundial per la Natura batejat TX2.